# Los sobornados
Los sobornados (título original: The Big Heat) es un thriller policíaco rodado por el director austroestadounidense Fritz Lang en 1953. En él se ven los problemas de un policía honesto para proseguir su trabajo sin caer en las redes de una corrupción bastante generalizada a su alrededor.
En 2011, la película fue considerada «cultural, histórica y estéticamente significativa» por la Biblioteca del Congreso de Estados Unidos y seleccionada para su preservación en el National Film Registry.

## Argumento
El sargento Bannion (Glenn Ford) investiga el suicidio de un compañero de departamento, implicado al parecer en turbios asuntos con los jefes de la delincuencia de la localidad, Mike Lagana (Alexander Scourby). La trama se complica cuando Bannion va descubriendo que la viuda del policía asesinado (Jeannette Nolan) dispone al parecer de documentos que pueden llevar a Lagana a la cárcel. Las presiones y amenazas contra Bannion provienen manifiestamente de altísimas instancias dentro de la administración local, en donde Lagana hace y deshace a su voluntad. Su sicario Vince Stone (Lee Marvin) es el instrumento que Lagana usa para imponer su voluntad en los lugares a los que no llega con el soborno. Cuando Bannion parece que se acerca a la verdad, una bomba mata a su esposa (Jocelyn Brando), lo que altera a Bannion, hasta el punto de hacerle perder su placa. Bannion cree que todo el departamento de policía es corrupto, aunque en realidad la mayor parte de sus compañeros lo único que hace es actuar con mayor prudencia que él. Pero la ayuda de Debby Marsh (Gloria Grahame), novia de Vince Stone, a quien este en un momento de ira arroja café hirviendo a la cara, servirá para que Bannion desvele la trama y recupere su puesto de trabajo.

## Comentario
Los sobornados es una película policíaca de los años 50. En ella, Fritz Lang muestra con toda crudeza la parte más sórdida de las relaciones entre policías y delincuentes, dibujando tres grandes personajes: el sargento Bannion, interpretado por Glenn Ford, honesto y sencillo, cuyos rasgos principales serán adoptados por el Eliot Ness de Brian De Palma, la casquivana novia del gánster Debby Marsh (Gloria Grahame), siempre ironizando con el servilismo de su novio ante el jefe, y uno de los villanos más odiosos de la historia del cine, el Vince Stone que interpreta Lee Marvin.
La historia de corrupción que nos muestra la película está basada en hechos reales. A finales de los años 40 en Filadelfia, un funcionario público de Hacienda corrupto por la estructura mafiosa, se suicida con la intención de dar a conocer en este acto la corrupción existente. La policía no investiga el asunto, pero es aireado por tres periódicos locales a la vez, debido a que el primero en obtener la noticia no se atreve a difundirla en exclusiva.
El novelista William P. McGivern, que entonces trabajaba en uno de ellos (The Philadelphia Bulletin), recogió todo el material que pudo en torno al  caso y escribió en tres semanas la novela The Big Heat, que se publicó en un serial de siete capítulos en la revista The Saturday Evening Post. La productora Columbia Pictures adquirió los derechos para una adaptación cinematográfica cuando todavía no había visto la luz el cuarto capítulo.
Los periódicos siempre fueron para Lang una fuente de historias. Quim Casas afirma de esta película:

«Los sobornados no es solo una de las mejores películas de Lang, sino la que resume obstinadamente mejor su fijación en el realismo documental y en la estética que podríamos llamar de crónica de sucesos.

Sidney Boehm recibió por este trabajo el Premio Edgar Allan Poe de 1954  al mejor largometraje como guionista, galardón compartido por William P. McGivern como escritor.